# ノロ

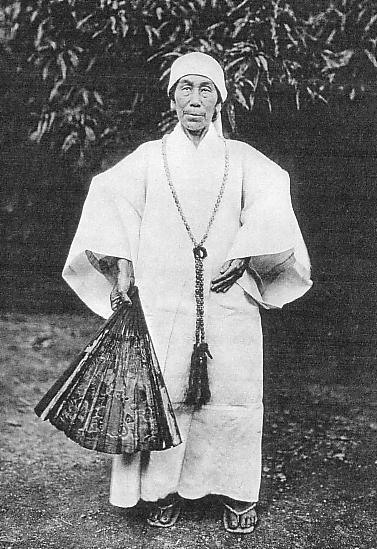
昭和初期のノロ

ノロ（祝女）は、琉球神道における女性の祭司。神官。巫（かんなぎ）。
地域の祭祀を取りしきり、御嶽の祭祀を司る。ヌール・ヌルとも発音される。琉球王国の祭政一致による宗教支配の手段として、古琉球由来の信仰を元に整備されて王国各地に配置された。
民間の巫女である「ユタ」とは異なる。

## 概略・宗教上の概念
琉球王国の第二尚氏王朝の第三代国王、尚真王時代に制定された神職。琉球神道はアニミズムと祖霊信仰を基本とするもので、海の彼方のニライカナイと天空のオボツカグラの他界概念を想定する。これらの他界に太陽神（ティダと呼ばれる）をはじめとする多数の神がおり、また生者の魂も死後にニライカナイに渡って肉親の守護神になるとされる。こうした神々は、時を定めて現世を訪れて豊穣をもたらし、人々を災難から守護すると考えられている。宗教概念上、ノロはこれら琉球の神々と交信することのできる存在であり、また祭祀の間はその身に神を憑依し、神そのものになる存在とされている。そのため、ノロは神人（かみんちゅ）とも呼ばれる。
ノロは、しばしば「巫女」と訳されることがあるが、ノロは現在、本土でみられる神道の巫女にイメージされる神主の補佐役や雑務役ではなく、祭司そのものである（本土の巫女も元々はノロと同様の存在であったと考えられている）。民俗学では「祝女」の当て字がされるが、これは男の巫を意味する「祝」の女という表意になる。これはノロの性格が本土でいう巫女よりも男性神職に近いためであろう。なお神と交信し、神を憑依させることができるのは女性に限定されているため、神官であるノロはすべて女性である。
なお、婚姻に制限はなく、むしろ既婚者が就く事も多い。現代に残るノロのほとんどが年配の女性であるが、琉球王国時代は王族（世主や国王）や按司ほか有力者の妻か娘がノロ職に就く事も多く、ノロ職のまま婚姻する事も多くあった。

## 任命と成巫儀礼
ノロは原則として世襲制で、ノロ殿地（どぅんち）と呼ばれる家系から出る。これらの多くは、琉球王国時代に王府より任命されたもので、元々は各地域の有力按司（あじ）の肉親（姉、妹、妻など）と考えられている。これは、琉球神道の背景にある、おなり神信仰に由来すると考えられる。新たなノロの就任に当たっては、久高島のイザイホーに代表されるように、それぞれの地域で認証儀礼が設けられているケースが確認できる。また、ユタのように、カンダーリィ（神垂れ）と呼ばれる原因不明の体調不良といった巫病、夢の啓示などにより、ノロに選ばれる例もみられる。王国時代には、ノロの任命継承が不予などにより順当に行われなかった場合に、そうした形で近親者から後継者が選ばれた例がある。また、現在の久高島では、こうした霊感の強い人物（サーダカ、サーダカウマリ）を断絶したノロの後継者として選ぶということが行われている。ノロは原則として終生職であるが、現在の久高島では、久高ノロと外間ノロ以外の神人には引退儀礼がある。また、三代後（祖母から孫娘）に霊格である霊威（セジ）が引き継がれると考えられている。

## 戒律
ノロは豊穣を願い、災厄を払い、祖先を迎え、豊穣を祝うといった時期ごとにある数多くの祭祀を行うことと、その祭祀において神を憑依させる依代となることが存在意義であるため、これといった戒律や教典はなく、他の宗教のように大衆に啓蒙すべき神の教えといったものもない。また、偶像崇拝はしない。御嶽にあるイビ石などが神体として崇拝される例が多く見られるが、これはあくまで、いわゆる「依代」に対する尊崇である。特に処女性は問われないが、既婚か独身か、年齢要件などは現在も確認される。王国最高位のノロである聞得大君の2代目までが生涯独身であったことや、聞得大君以前からの由緒あるノロである阿応理屋恵職が生涯独身だったという記録もあり、原始的には処女性が要求されたと考える説もある。

## 装束
ノロに決まった服装はないが、琉装もしくは和装の着流しの白装束であることが多い。また、草の冠（神カムリ）などの草装も見られ、そうした異形の装束は神が憑依していることを意味している。これは世界の各地のアニミズムで共通してみられる特徴である。また、装身具として勾玉を身に着けることも多い。

## 琉球王国の神女体制
琉球王国は、第一尚氏王統のときにすでに、首里の佐司笠／差笠（さすかさ）という祭司と国頭地方（今帰仁）由来の阿応理屋恵（煽りやへ／オーレー）という祭司を最高位とする祭政一致を行ってはいたが、当時はまだ各地域の神女体制は階層化されていなかったとされる。第二尚氏王朝の尚真王の治世に、全国の神女体制を整理し、琉球神道と統治機構を一体化した全国的な祭政一致体制を確立した。「ノロ」という呼称はそのときに神職の正式名称として制定されたものだが、祭祀制度そのものはそのとき初めて制定されたものではなく、以前から各地域に女性の祭司がおり、各地域の祭祀を司っていたと考えられている。尚真王はすでにあったこれらを整備し、中央集権的に階層化したのである。なお、ノロにあたる女性の祭司を八重山では「ツカサ（司：「神」と同義）」と呼称する。また、これら神職者は総称として便宜上「神女」と通称される。
これは尚真王代に全国のノロの頂点として制定されたのが「とよむせだかこ」（名高き霊力溢れる君）の異名を持つ聞得大君だった（聞得大君は「最も名高い君」という意味）。聞得大君は琉球国王を守護する国王のおなり神であり、王国を守護し豊穣をもたらす神とされた。事実、初代の聞得大君は尚真王の妹である。それまで、国王に仕える神女の権威は国王を上回るようになっており、尚真王の即位についても、母オギヤカが高級神女と結託して謀略を巡らしただめだったという逸話も残っている。（この伝説ではしばしば「聞得大君が関与した」という言説が出てくるが、それは誤りで、尚真王以前に聞得大君職は存在していない。おそらく佐司笠か阿応理屋恵ではないか）。こうした国王と神官の権力関係も尚真王の時代に改められ、聞得大君職は権力として国王の下位に置かれている。
聞得大君は王家の女性（先代王の妻であることが多かった）から選ばれ、首里城内の10の御嶽と斎場御嶽を掌管し全国のノロたちを支配していたが、ノロへの任命辞令は国王から発せられていた。これは制度的にはあくまで国王が神女組織を支配していたことを示すものと考えられている。聞得大君の下には、それ以前からの有力な神女である（首里）阿応理屋恵、佐司笠などの「君」や、首里の三間切（三平等：みふぃらと呼ばれた）をそれぞれ掌管する3人の「大阿母志良礼（おおあもしられ）」がおり、その下に各地方を統括する「大阿母」たち、さらにその下に各地域の祭祀を管轄する「祝女」を配するヒエラルキーを形成していた。なお、高級神女たちを総じて「三十三君」と呼んでいた（三十三君については、33人ではなく「三十三」は「百」のように「大勢」ほどの意味とする説が有力）。そのほとんどは首里に在住し、王家となんらかの血縁関係にあったと考えられている。
当時のノロは領地を認められた一種の地方大名だった。また、犯罪などの問題があった場合に、一種の神聖裁判を行った記録もあり、信仰を背景に地域自治にも大きな権能を有していたことが推察される。

### 衰微
このように一時期は国王の任命も左右するほど権勢を誇った神女体制であったが、薩摩侵攻を受けた羽地朝秀や蔡温の改革により17世紀中ごろ弱体化、形骸化され、王府内のほとんどの高級神女職は1600年代に廃職された。ちなみに、この時期に残った三十三君は今帰仁の阿応理屋恵（一度廃職後18世紀に復活。現在廃職）、伊平屋の大阿母（昭和6年廃職）、久米島の君南風の三職のみで、いずれも首里に上がらない地方在住のノロである。
その後も各地域のノロ職は存続を続けたと見られ、多くが現在まで各地域に残っている。現在、三十三君にあたる高級神女では、久米島の君南風（チンペー）職が久米島最高位の祝女として存続している。
聞得大君職は王国滅亡後も長く存続し、太平洋戦争中の1944年に就任した第18代・思戸金翁主を最後に、大戦後に廃職となった。

## 記録映画
- 『奄美のノロのまつり』1987年、『奄美のノロのまつり その2』1988年 - いずれも姫田忠義監督作品